# Clare Grogan

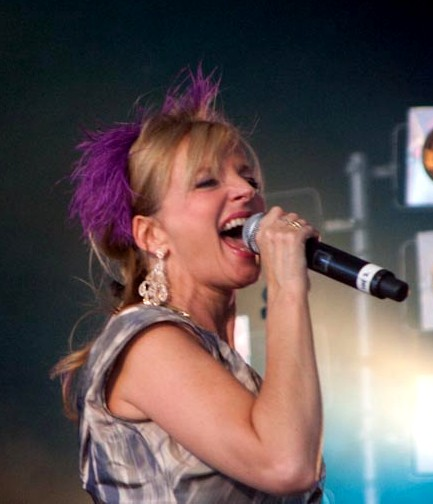
Clare Grogan auf dem Ascot Racecourse in Ascot, August 2009

Claire Patricia Grogan (* 17. März 1962 in Glasgow, Schottland) ist eine britische Schauspielerin, Popsängerin sowie Kinder- und Jugendbuchautorin.
Trotz abweichender Schreibweise ist sie seit Beginn ihrer Karriere unter dem Namen Clare Grogan bekannt. Im Fernsehen trat sie später als C.P. Grogan auf, da es in der britischen Künstlergewerkschaft Equity eine andere Person gleichen Namens gab.

## Leben
Clare Grogan wurde vom schottischen Filmregisseur Bill Forsyth in Glasgow entdeckt, wo sie in einem Restaurant als Kellnerin arbeitete. Im Alter von 19 Jahren spielte sie die Rolle der Susan im Spielfilm Gregory’s Girl. Zu diesem Zeitpunkt feierte sie bereits als Sängerin der New-Wave-Band Altered Images erste Erfolge. Mit Titeln wie Happy Birthday und I Could Be Happy wurde die Band Anfang der 1980er-Jahre auch außerhalb Großbritanniens bekannt. Sie löste sich 1984 nach der Produktion des dritten Albums aufgrund nachlassenden Publikumszuspruchs auf.
1987 startete Grogan den Versuch einer Solokarriere, hatte mit ihrer Single Love Bomb jedoch keinen Erfolg. Auch ihr Album Trash Mad wurde nie veröffentlicht. Musikalisch trat sie danach nur noch selten in Erscheinung. 1993 war sie an der Produktion des Musikvideos Young at Heart der Gruppe Bluebells beteiligt. Der Titel stand vier Wochen lang auf dem ersten Platz der britischen Singlecharts. 2000 steuerte sie den Gesang im Song Night Falls Like A Grand Piano aus dem Album Hyacinths and Thistles der Band The 6ths bei. Im zwei Jahre später veröffentlichten The Ultimate Celtic Album ist sie mit dem Stück Her Hooped Dream vertreten. Für das 2003 erschienene Album A Tribute to Frankie Miller nahm sie eine neue Version von Angels With Dirty Faces auf. Nach einer 18-jährigen Pause trat sie in den 2000er-Jahren mit wechselnden Musikern mehrmals bei der Here and Now Tour, beim Rewind Festival sowie ähnlichen Revival-Veranstaltungen in Großbritannien und Irland unter dem Namen Altered Images auf.
Im Jahr 1985 setzte sie ihre zweite Karriere als Schauspielerin mit einer kleinen Rolle als Empfangsdame in der sechsteiligen BBC-Produktion Blott on the Landscape fort. In der Science-Fiction-Fernsehserie Red Dwarf spielte sie die Kristine Kochanski, wurde später aber durch die Schauspielerin Chloë Annett ersetzt. Weitere Auftritte in den Serien Father Ted und EastEnders sowie in den britischen Spielfilmen Bury It und The Penalty King folgten. Grogan war auch Moderatorin im Musiksender VH1 und Gastgeberin einer Talkshow. Zuweilen half sie als Sprecherin beim Radiosender BBC Radio 6 Music aus.
Als Autorin debütierte Grogan im Oktober 2008 mit dem Kinderbuch Tallulah and the Teenstars. Es erzählt die Geschichte einer Schülerin, die eine Popband gründet und den aufkommenden Erfolg bewältigen muss. Ende 2011 erschien eine Fortsetzung mit dem Titel Tallulah on Tour.
1994 heiratete Grogan den Produzenten Steve Lironi, früher selbst Gitarrist und Schlagzeuger der Altered Images. Das Paar adoptierte 2005 ein Mädchen und lebt im Londoner Stadtbezirk London Borough of Haringey.

## Werke

### Kinofilme und Fernsehproduktionen
- 1980: Gregory’s Girl
- 1984: Comfort and Joy
- 1985: Blott on the Landscape (britische Fernsehserie)
- 1988: Red Dwarf (britische Fernsehserie), Episoden The End, Balance of Power und Stasis Leak
- 1993: Red Dwarf, Episode Psirens
- 1996: Father Ted (britische Fernsehserie), Episode Rock-a-Hula Ted
- 1997: Jilting Joe
- 1997: EastEnders (britische Fernsehserie), zwei Episoden
- 2002: Bury It
- 2006: The Penalty King
- 2007: Legit (britische Fernsehserie), Episoden Birthday, Manitoba und Night of the Lobster
- 2011: Skins – Hautnah, Episode Mini
- 2012: Waterloo Road (britische Fernsehserie), Episode Future Proof

### Bücher
- 2008: Tallulah and the Teenstars
- 2011: Tallulah on Tour